# Casa de Lleó Berjoan
La Casa de Lleó Berjoan és un edifici de la vila de Vilafranca de Conflent, a la comarca d'aquest nom, a la Catalunya del Nord. Està inventariat com a monument històric.
És la casa que ocupa el número 27 del carrer de Sant Joan, pràcticament al davant de la Casa de la Vila de Vilafranca de Conflent. Li correspon el número 20 de parcel·la cadastral.
Té al capdamunt de la façana un ràfec estret de 5,50 m de llarg. A la planta baixa, dues arcades, la de llevant, de punt rodó, d'1,73 m d'ample, amb un ample xamfrà de 64 mm, sembla que amb les arestes retallades. La de l'esquerra, amb arc segmental, també amb les arestes axamfranades, dovelles extradossades i arc de volya; l'angle de llevant rep la descàrrega de l'arcada de la casa veïna, que és posterior. Al pis l'aparell, com a la planta baixa, és obrat amb un aparell regular, amb portes-finestres amb dintell posteriors. El segon pis fou afegit tardanament. A l'interior hi ha un pati central amb escala en angle, amb dos trams de graons volats.